# Christian Garcia-Gaucher
Christian Garcia-Gaucher, né le 5 novembre 1968 à Genève est un musicien, compositeur, metteur en scène et producteur suisse romand. Il vit et travaille entre Bruxelles et Lausanne depuis 2015 après avoir vécu à Berlin pendant 10 ans.

## Biographie
Bien qu'il ait commencé la musique à l'âge de 6 ans dans une famille de musiciens, sa première formation professionnelle est graphiste, il est actif comme directeur artistique d'un magazine de cinéma pendant 7 ans puis il se tourne définitivement vers la musique et l'enseignement dès 1996. Diplômé de la méthode de solfège Edgar Willems, il enseigne pendant quelques années dans les écoles de musique, rédige un mémoire sur l'improvisation dans la musique classique et l'éducation musicale avant de se consacrer exclusivement à son projet artistique avec le collectif Velma. 
Le groupe Velma enregistre plusieurs disques, sur des labels et avec des producteurs différents. Le deuxième album "Cyclique" par exemple sort sur le label Emperor Norton Records aux États-Unis et le 4e album "Ludwig" est produit par Mark Van Hoen (Locust, Seefeel). Des tournées en Europe et aux États-Unis s'organisent et des rencontres avec d'autres musiciens se créent. Le groupe de hip-hop expérimental Dälek notamment aura une certaine influence sur le groupe et des remixes et split EP sont enregistrés avec eux. 
Dès 1999, le collectif reçoit une proposition de résidence aux théâtre de l'Arsenic à Lausanne. C'est à partir de là que des mises en scènes de théâtre musical commencent pour le collectif. Un langage scénique très spécifique surgit, un travail sur la forme, les codes et la présence sur scène. Lauréat de prix jeunes créateurs 2002, les spectacles de Velma oscillent entre la performance, le concert, l'opéra. Il y aura d'abord: Cyclique 1&2” (2000), puis “Applique” (2001), “Rondo” (2002), “Velma Superstar” (2005) et “Requiem” (2007).
Parallèlement au projet collectif, Christian Garcia-Gaucher compose pour la première fois de la musique de film en 2003 pour le réalisateur Jean-Stéphane Bron. Le film "Le génie helvétique" est lauréat dans la catégorie documentaire cette année là. Dès lors les compositions pour le cinéma vont s'enchaîner, autant dans les domaines documentaire que fiction. Parmi les réalisateurs on trouve Lionel Baier, Andrew Kötting, Sonja Heiss Frédéric Mermoud, Eva Vitija et d'autres. En 2014, la musique de « L’expérience Blocher », de Jean- Stéphane Bron est nommée au prix du cinéma suisse.
Pour le théâtre ou la danse il compose également de la musique originale. Il va travailler notamment avec Stefan Kaegi, Fabienne Berger, Rudi van de Merwe ou Dominique de Rivaz.
Dès 2010, il monte ses propres mise en scène, à commencer par "Pastiche" au Stadttheater Bern, puis il y aura notamment "Glissando" en collaboration avec les acteurs du théâtre national de Varsovie pour le 200e anniversaire de la naissance de Frederic Chopin. Ou dans le cadre de Ciudades Paralelas, "In the name of the people", un projet site specific très particulier qui se joue à l'intérieur des palais de justice de plusieurs grandes capitales, comme Buenos Aires,, Berlin, Varsovie, ou Zurich entre autres.
Puis en 2014, dans la même année il monte une trilogie d'opéra: Orfeo, Othello et Salomé. Salomé sera lauréat du prix Music theater Now et sera récompensé par un jury prestigieux composé de Brett Bailey, Joseph V. Mellilo, Ana Lara et Guy Coolen.
En 2018, il compose sa première symphonie pour orchestre "Eine Waldsinfonie" dans le cadre du Festival de Lucerne et produit par le théâtre de Lucerne.
Comme producteur, à part pour son propre groupe Meril Wubslin, il va principalement travailler avec deux chanteuses: Kassette pour l'album « Far » et Emilie Zoé pour l'album « The very start ».

## Mise en scène

### Avec le collectif Velma
- 2000: Cyclique 1&2 (Les Urbaines festival, Théâtre de l'Arsenic, Lausanne)
- 2001: Applique (Théâtre de l'Arsenic, Lausanne)
- 2002: Rondo  (Festival de la Bâtie, Genève)
- 2005: Velma Superstar[12],[13] (Théâtre Metropole, Lausanne)
- 2007: Requiem[14] (Théâtre de l'Arsenic, Lausanne)

### Solo
- 2010: Pastiche (Stadttheater, Bern)
- 2010: In the Name of the People[15],[16] (Palais de justice, Berlin)
- 2010: Glissando[17],[18] (Teatr Dramatyczny, Vasovie)
- 2012: Teenage Lobotomy[19] (Théâtre de l’usine, Genève)
- 2013: Serie Opera I – Orfeo (Théâtre de l'Arsenic, Lausanne)
- 2014: Serie Opera II – Othello (Théâtre de l'Arsenic, Lausanne)
- 2014: Serie Opera III – Salomé (Théâtre de l'Arsenic, Lausanne)

## Discographie

### Albums
- 1997 : Rythmique (Velma, It's Time To)
- 1999 : Cyclique (Velma, Emperor Norton, Noise product)
- 2000 : Parole (Velma, Namskeio)
- 2000 : Cyclique (Velma b. Landovitch, Namskeio)
- 2001 : Natal (Velma b. Landovitch, Namskeio)
- 2001 : Finale (Velma b. Landovitch, Namskeio)
- 2003 : Ludwig (Velma, Zeal, MNarsitik)

- 2005 : La pointe farinet (Velma, Gentlemen, Monopsone)
- 2010 : -1- (Meril Wubslin, Saiko)[20]
- 2016 : Sinon (Meril Wubslin, Cheptel)[21],[22]

### Singles et collaborations
- 2000 : Petit homme (Liryc E.H., monotone rec.)
- 2002 : Barcelona (Velma, Testing Ground)
- 2003 : Panoramique (Velma remixed by Pluramon, Jan Jelinek, Ma Cherie for Painting, Köhn, Alog, Bruce Gilbert, Liryc E.H., Terre Thaemlitz
- 2003 : Where is the Poison (Velma for Elodie Pong, Venus Riot)
- 2003 : A different atmosphere (Velma, Lykill)
- 2003 : Dälek VS Velma (Velma, Namskeio)
- 2005 : Lillayell VS Velma (Velma, psychotica)
- 2016 : Quadrilatère Volume 4 (Christian Garcia-Gaucher, Thödol rec.)

### Production artistique
- 2013: Far de Kassette
- 2018: The very start de Emilie Zoé

## Filmographie

### comme compositeur
- 2002: On dirait le Sud de Vincent Pluss
- 2003: Mais im Bundeshuus de Jean-Stéphane Bron
- 2003: PHOTOsuisse de Jean-Stéphane Bron
- 2004: À tout prix de Aline Brechbühl
- 2005: DESIGNsuisse de Luc Peter
- 2006: Mon frère se marie de Jean-Stéphane Bron
- 2007: Ville fantôme de Isabelle Flükiger
- 2007: Hotel Very Welcome de Sonja Heiss
- 2008: Du bruit dans la tête de Vincent Pluss
- 2008: La boule d’or de Bruno Deville
- 2008: D’une rive à l’autre de Aline Brechbühl
- 2009: Ivul de Andrew Kötting
- 2009: Traders de Jean-Stéphane Bron
- 2009: Edgeland Mutter de Andrew Kötting
- 2010: Elder Jackson de Robin Erard
- 2011: La traversée de Bruno Deville
- 2013: L’expérience Blocher de Jean-Stéphane Bron
- 2013: Série CINEMAsuisse de Marie-Eve Hildbrand
- 2013: La petite leçon de cinéma de Jean-Stéphane Bron
- 2014: Les Gymnastes de Gilles Monnat
- 2015: Das Leben drehen de Eva Vitija
- 2015: La vallée du sel de Christophe M. Saber
- 2016: Moka de Frédéric Mermoud
- 2016: Révolution silencieuse de Lila Ribi
- 2017: Prénom Mathieu de Lionel Baier
- 2017: La Vallée de Jean-Stéphane Bron
- 2018: Je ne te voyais pas de François Kohler
- 2021 : Cinq nouvelles du cerveau de Jean-Stéphane Bron

## Composition pour la danse et le théâtre

### Danse
- 2001: Natal de Fabienne Berger
- 2002: Océane Lili de Fabienne Berger
- 2003: Avril en mai de Fabienne Berger
- 2005: Lien de Fabienne Berger
- 2007: Elle(s) de Fabienne Berger
- 2008: Screen Sisters de Fabienne Berger
- 2009: I’d like to save the world.. de Rudi van de Merwe
- 2010: Twist de Fabienne Berger
- 2011: Miss en abyme de Rudi van de Merwe
- 2011: Floating Tone de Fabienne Berger
- 2012: Phren de Fabienne Berger
- 2016: Buzz Riot de Rudi van der Merwe
- 2018: Blue moves de Rudi van der Merwe

### Théâtre
- 2001: Finale de Robert Pacitti / Pacitti Company
- 2002: La supplication de Denis Maillefer / Théâtre-en-Flammes
- 2003: k.y.s.s. de  Elodie Pong
- 2011: Bodenprobe Kasachstan de Stefan Kaegi
- 2012: Ein Gebäude sein de Cie un tour de Suisse
- 2015: Villa Dolorosa de Guillaume Beguin
- 2015: Extase et quotidien de Guillaume Beguin
- 2016: Romance de Valérie Liengme
- 2016: Femme non rééducable de Dominique de Rivaz
- 2017: Où en est la nuit? de Guillaume Beguin
- 2018: Invitation de Claire Dessimoz

## Écriture pour orchestre
- 2019: Eine Waldsinfonie

Interprété par le Luzerner Sinfonieorchester. 
Sur une mise en scène de: Karin Arnold et Jessica Huber, Direction d'orchestre: Alexander Sinan Binder. Dramaturgie: Julia Jordà Stoppelhaar, Gábor Thury. Acteurs: André Willmund, Lukas Kubik. 

## Distinctions

### Nominations
- Schweizerfilmpreis 2014, meilleure musique de film pour L'expérience Blocher de Jean-Stéphane Bron

### Lauréat
- Music Theater Now Winner pour Salomé - Trilogie Opéra III
- Lago film festival, special mention pour La Caverne de Christian Garcia-Gaucher
- Prix jeunes créateurs du canton de Vaud 2002 avec le collectif Velma